# Пенінська зона
Пені́нська зо́на — геологічна структура Карпатської покривно-складчастої споруди. В Україні простягається переривчастою смугою до 4 км завширшки, 130 км завдовжки, між Вулканічним та Полонинським хребтами, в межах Закарпатської області.
Пенінська зона вважається глибинним розломом (з корінням в основі Закарпатського прогину), який з розвитком тектоніки Карпат перетворився на покривну структуру. Для геологічної будови цієї зони характерна значна роздрібленість усіх порід осадочного комплексу. У складі флішевих товщ крейдового і палеогенного віку відслонюються відірвані від місця корінного залягання великі брили твердих масивних юрських (іноді тріасових) вапняків. У товщі пластичніших аргілітів і мергелів вони утворюють екзотичні обривисті стрімчаки — бескиди.